# Acne
L'acne és la inflamació de les glàndules pilosebàcies de la pell que obstrueix els seus porus i facilita l'aparició de diferents erupcions cutànies a la pell.
L'acne es presenta amb major freqüència en els adolescents, causat pels canvis hormonals que estimulen les glàndules sebàcies de la pell; però pot ocórrer a totes les edats.
Altres canvis hormonals poden ocórrer amb els períodes menstruals, embaràs, ús d'anticonceptius i estrès, que agreugen també l'acne.

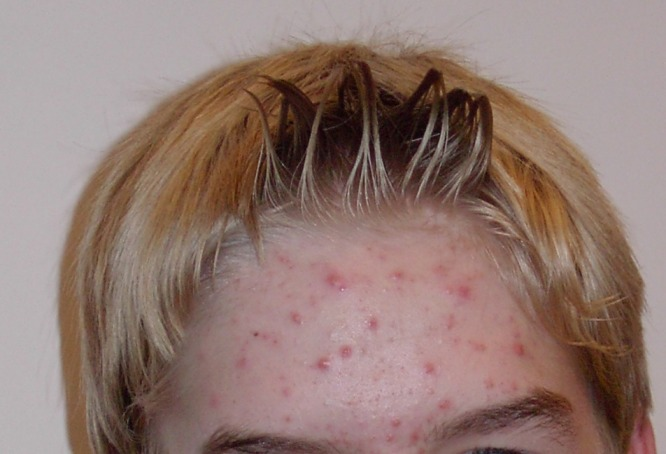
Noi amb acne al front

## Causa
Es desconeix per què algunes persones pateixen acne i d'altres no, però se sap que és parcialment hereditari.
Els principals factors que produeixen l'acne són:
- Activitat hormonal.
- Estrès.
- Glàndules sebàcies hiperactives.
- Acumulació de cèl·lules mortes a la pell.
- Bacteris als porus.
- L'ús d'anabolitzants.
- La irritació cutània.
- Qualsevol medicació que contingui halògens, liti, barbitúrics o andrògens.
- L'exposició a alts nivells de composts de clor.

L'acne es produeix quan els porus de la pell s'obstrueixen perquè el greix i les cèl·lules de la pell s'acumulen més ràpidament del que poden sortir. L'obstrucció ocasiona un bony del fol·licle (causant punts blancs) i la part superior de l'obstrucció es pot enfosquir (causant punts negres). Si l'obstrucció causa una ruptura a la paret del fol·licle, les cèl·lules mortes de la pell, el greix i els bacteris, trobats normalment a la superfície de la pell, poden penetrar-la i formar petites àrees infectades anomenades pústules (també conegudes com a grans). Si aquestes àrees infectades estan en el profund de la pell, poden augmentar en mida fins a formar quists ferms i dolorosos.
Addicionalment, s'ha demostrat que la pell propensa a l'acne és resistent a la insulina.

## Graus d'acne
L'acne es classifica en diferents graus relacionats amb la gravetat de les lesions:
- Acne lleu: Les lesions principals no són inflamatòries.

Les pústules i barbs que apareixen són petits i poc nombrosos, generalment menys de 10.
- Acne moderat: Existeix un nombre més gran de pústules i barbs, entre 10 i 40.

El tronc també pot estar afectat.
- Acne moderadament greu: Existeixen nombroses pústules i barbs, entre 40 i 100, normalment amb lesions infiltrants i profundes. Les àrees de pell afectada s'estenen a més de la cara, al tors i esquena.

- Acne greu: Caracteritzat per moltes lesions grans i doloroses, junt amb moltes pústules i barbs.

## Tipus
- Acne conglobata. Accessos crònics de les glàndules sudorípares i els fol·licles pilosos.
- Acne cosmètica. Provocat per cosmètics.
- Acne fulminant. Forma extrema de l'acne conglobata.
- Acne medicamentosa. Provocat per determinats medicaments.
- Acne neonatal. Si es dona als primers mesos de vida.
- Acne queloidal. La causa és l'afaitat.
- Acne quística. Acne caracteritzada primordialment per la formació de quists.
- Acne rosàcia. Erupcions vermelles.
- Acne urticada. Es manifesta exclusivament en la cara
- Acne varioliforme. Lesions papulonecròtiques localitzades al front, cuir cabellut, pit i esquena.
- Acne venenata. Erupció acneïforme que es presenta fora de l'edat típica de l'acne vulgar, ocasionada pel contacte amb substàncies comedògenes.
- Acne vulgar. El més comú. Es desenvolupa durant la pubertat. Es dona principalment a la cara, al pit i a l'esquena.
- Cloracne. A causa de l'exposició a hidrocarburs tractats amb clor com dioxines.

## Tractaments
Una combinació de tractaments, pot reduir enormement la quantitat i gravetat de l'acne en molts casos. A continuació es mostren els fàrmacs comercialitzats al mercat espanyol

### Exfoliació de la pell
L'exfoliació de la pell pot fer-se o bé mecànicament usant un drap abrasiu, amb un líquid esquinçador o químicament. Els agents exfoliants químics inclouen àcid salicílic i àcid glicòlic, els quals animen que es produeixi despreniment de la capa superior de la pell, provocant una reconstrucció de cèl·lules mortes que es combinen amb el greix per bloquejar els porus.

### Bactericides tòpics

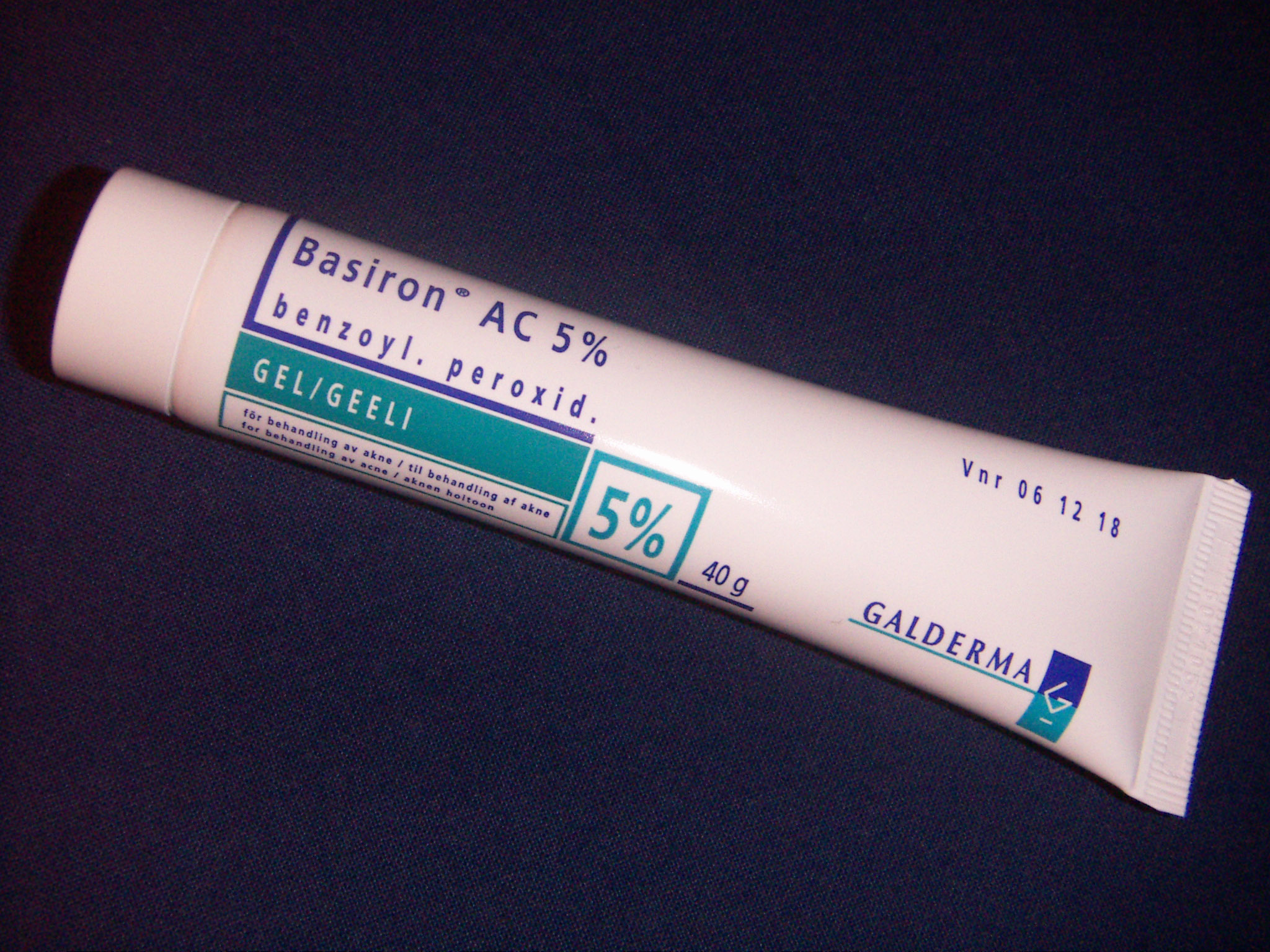
Peròxid de benzoïl.

Es pot usar una ampla gamma de productes bactericides que contenen peròxid de benzoïl (Benzac, Peroxiben) al 2,5, 5 i 10%, per moderar suaument l'acne. La crema o gel que conté peròxid de benzoïl s'unta una o dues vegades cada dia als porus sobre la regió afectada; principalment, prevé noves lesions. Al contrari dels antibiòtics, el peròxid de benzoïl té l'avantatge de ser un fort oxidant i per això no sembla produir resistències bacterianes. De tota manera, causa sequedat, irritació local de la pell i envermelliment.

### Antibiòtics tòpics
Els antibiòtics que s'apliquen externament a la pell com  la clindamicina (Dalacin) tenen com a objectiu aniquilar els bacteris que hi ha als fol·licles bloquejats.

### Antibiòtics orals
S'utilitzen les tetraciclines, quan el tractament tòpic no és prou eficaç, com per exemple l'eritromicina (Eritromicina, Pantomicina), la doxiciclina (Doxil, Doxiciclina, Doxiclat, Proderma, Rexilen, Vibracina) o la minociclina (Minocin).

### Retinoides externs
Un grup de medicaments per a aquesta tècnica són els retinoides tòpics com a la adapalè (Differine) i la tretinoïna (Retirides; al 0,025%, 0,05% i 0,1%). Com la isotretinoïna, aquests estan relacionats amb la vitamina A, però s'administren com a tòpics i generalment tenen efectes secundaris molt més suaus. De totes maneres poden causar una significativa irritació de la pell.

### Retinoides via oral
Redueix la secreció dels greixos des de les glàndules. Això s'aconsegueix mitjançant una presa diària d'hormones derivades de vitamina A com l'isotretinoïna (Dercutane, Flexresan, Isdiben, Isoacne, Isotiorga, Mayesta) durant un període de 4 a 6 mesos.
No es coneix el mecanisme exacte pel qual actua l'isotretinoïna, però es creu que funciona primàriament reduint la secreció dels greixos; tanmateix, alguns estudis suggereixen que també afecta altres factors relacionats amb l'acne. S'ha demostrat que l'isotretinoína és molt efectiva tractant acne greu. El medicament té efecte més durador que els tractaments antibacterians i sovint curarà l'acne per sempre. El tractament requereix supervisió mèdica per un dermatòleg. Produeixen sequedat de pell i mucoses. Per a les dones cal un tractament anticonceptiu o l'abstinència sexual, ja que és teratogen pel fetus.

### Fototeràpia
Durant temps s'ha cregut que es podia aconseguir una millora de l'acne a curt termini mitjançant la llum solar. Tanmateix, hi ha estudis que demostren que la llum solar empitjora l'acne a llarg termini, a causa del dany que produeix la llum ultraviolada. Més recentment, s'ha emprat llum visible o llum blava amb resultats satisfactoris. S'ha demostrat que usant fototeràpia dues vegades per setmana, ha reduït el nombre de lesions d'acne en un 64%.